# 岸彩乃
岸 彩乃（きし あやの、1992年10月29日 - ）は、東京都生まれ、石川県小松市出身の元女子トランポリン競技選手。

## 略歴
5歳からトランポリンを始め、小松大谷高等学校在籍時には全国高校選手権を連覇した。
2012年、金沢学院大学（スポーツ健康学部スポーツ健康学科）2年の時に、トランポリン競技でロンドン五輪に出場した。2017年11月に開催された第32回世界トランポリン競技選手権では女子個人で日本人初となる銀メダルを獲得した。
2021年、東京オリンピックでの代表を目指していたが、大学の後輩である森ひかるら若手の台頭が目立ったことで代表入りの可能性がなくなり、同年4月、日本体操協会に引退届を提出したことを発表。今後は母校の金沢学院大学で後進の指導にあたるという。

## 主な成績
- 2010全日本選手権

2位
- 2010ワールドカップロシア大会

個人 4位・シンクロ 2位
- 2011FIGトランポリンワールドカップ川崎大会

シンクロナイズド女子　第3位
- ロンドン五輪最終予選（イギリス）

女子個人　10位
- ロンドン五輪

女子個人　予選14位
- 2014 アジア大会

女子個人　決勝　3位　銅メダル
- 2014 FIGトランポリン世界選手権

女子個人 57位 予選落ち、同シンクロナイズド（山田紗菜と）決勝 5位
- 2017年 第32回世界トランポリン競技選手権 女子個人銀メダル